# Timofei Scriabin
Timofei Scriabin   () és un boxejador moldau, ja retirat, que va competir sota bandera de la Unió Soviètica i guanyà una medalla olímpica.
El 1988 va prendre part en els Jocs Olímpics d'Estiu de Seül, on va guanyar la medalla de bronze en la categoria del pes mosca del programa de boxa. En el seu palmarès també destaca una medalla de plata en el Campionat d'Europa de boxa amateur de 1989 i els Campionats soviètics de 1989 i 1990, tots en el pes gall. El 2000 es proclamà campió de Moldàvia del pes gall. En la boxa amateur aconseguí 352 victòries en 400 combats.
Poc després passà al professionalisme, però sols disputà dos combats, ambdós perduts.